# Xochimilca
Xochimilca.- ('narod cvjetnog sjemena' ‘Nation of the Seeds of Flowers,’ ili 'narod plovećih polja' 'People of the Flower Fields'.- Nahua pleme, prvo od plemena Nahuatlaca koje je došlo u Dolinu Mexica i naselilo se na obali jezera Xochimilco ("garden of flowers."). Područje koje su naseljavali pripada današnjem Federalnom Distriktu i državi Morelos.  – Nije točno poznato kada su se ovamo naselili ovi prvi Nahue.  Zna se da su ih (Mexice) Asteci tamo našli kada su se 1248. (po drugima 1299) naselili u području   Chapultepeca. Mexice su mirno živjeli negdje do 1323. Tada su žrtvovali princezu iz plemena Colhua što je dovelo rata. Udružiše se tada plemena Tepaneca, Colhua i Xochimilca i otjeraše Asteke. Veliki dio Asteka je bio zarobljen a ostatak je pobjegao na slano jezero Texcoco.  Kasnije se ipak Colhue okrenuše protiv Xochimilca, pridružili su im se na to i Mexice, te je ovaj savez odnio pobjedu na Xochimilcama.  
– Xochimilca su poznati po tome što su bili duboko religiozan narod, veoma napredan u poljoprivredi.  Grad (Xochimilco) podignut u pred-kolonijalno doba, poznat je po svojim plovećim-vrtovima ' chinampas.  -Kasne 1500., znači prije Osvajanja, činampasi su se prostirali na nekih 9,000 hektara (22,230 akara 'acres') na jezerima Xochimilco (30 četvornih kilometara) i Chalco. Svaki hektar mogao je hraniti 20 osoba, stoga je ovaj kraj nakon astečkog osvajanja postao tenočtitlanska žitnica. (vidi Aztec)

## Vanjske poveznice
- En el Origen Fueron Los Xochimilcas